# Octave Chenavaz
Octave Chenavaz est un homme politique français né le 15 juillet 1855 à Saint-Étienne-de-Saint-Geoirs (Isère) et décédé le 6 juillet 1912 à Paris.
Fils d'un notaire et conseiller général, il devient avocat à Grenoble en 1882, puis attaché au parquet en 1884. En 1886, il entre au cabinet d’Édouard Lockroy, ministre du Commerce. En 1888, il entre au conseil de préfecture de la Creuse. En 1889, il est élu conseiller général et en 1892, maire de Saint-Étienne-de-Saint-Geoirs. Il est député de l'Isère de 1895 à 1910, siégeant chez les radicaux. Il se signale par un fort anticléricalisme.

## Sources
- « Octave Chenavaz », dans le Dictionnaire des parlementaires français (1889-1940), sous la direction de Jean Jolly, PUF, 1960 [détail de l’édition]